# Station Limoux
Station Limoux is een spoorwegstation in de Franse gemeente Limoux, bediend door treinen van de TER Occitanie.